# چندش (ترانه ریدیوهد)
«چندش» (به انگلیسی: Creep) نام آهنگی از گروه آلترنیتیو راک ردیوهد و اولین تک‌آهنگ گروه‌است که در سال ۱۹۹۲ منتشر شد و بعدها در اولین آلبوم آن‌ها، پابلو هانی، نیز منتشر شد. در مرتبهٔ اول انتشار، آهنگ به موفقیت خوبی نرسید اما در انتشار دوبارهٔ آن در سال ۱۹۹۳ «هیولا» تبدیل به یکی از پرفروش‌ترین و محبوب‌ترین آهنگ‌های دورهٔ خود شد. در واقع توجه اولیه‌ای که به گروه شد بیشتر به دلیل همین آهنگ بود و آهنگ‌های دیگر کمتر از «چندش» مورد استقبال واقع شدند. این اتفاق باعث شد ردیوهد اقبال کمتری به این آهنگ داشته باشد و در زمان کنسرت‌های گروه کمتر از این آهنگ استفاده شود.

## فهرست آهنگ‌ها
نسخه اصلی بریتانیا
1. "Creep" – ۳:۵۵
2. "Lurgee" – ۳:۰۷
3. «Inside My Head» – ۳:۱۲
4. «Million Dollar Question» – ۳:۱۸